# Adrian Mannarino
Adrian Mannarino (* 29. června 1988 Soisy-sous-Montmorency, kanton Montmorency) je francouzský profesionální tenista. Ve své dosavadní kariéře na okruhu ATP Tour vyhrál pět singlových turnajů. Na challengerech ATP a okruhu ITF získal dvacet titulů ve dvouhře a čtyři ve čtyřhře.
Na žebříčku ATP byl nejvýše ve dvouhře klasifikován v lednu 2024 na 17. místě a ve čtyřhře v březnu 2016 na 73. místě. Trénuje ho Erwann Tortuyaux. Dříve tuto roli plnil jeho otec Florent Mannarino.
Ve francouzském daviscupovém týmu debutoval v roce 2018 úvodním kolem Světové skupiny proti Nizozemsku, v němž prohrál s Thiemem de Bakkerem a porazil Robina Haaseho. Francouzi zvítězili 3:1 na zápasy. Do února 2024 v soutěži nastoupil k osmi mezistátním utkáním s bilancí 7–2 ve dvouhře a 0–0 ve čtyřhře.

## Finále na okruhu ATP Tour
| Legenda                     |
| --------------------------- |
| D – dvouhra; Č – čtyřhra    |
| Grand Slam (0)              |
| Turnaj mistrů (0)           |
| ATP Tour Masters 1000 (0)   |
| ATP Tour 500 (0–1 D; 0–1 Č) |
| ATP Tour 250 (5–9 D)        |

### Dvouhra: 15 (5–10)
| Stav      | Č.  | Datum              | Turnaj                       | Povrch    | Soupeř ve finále    | Výsledek           |
| --------- | --- | ------------------ | ---------------------------- | --------- | ------------------- | ------------------ |
| Finalista | 1.  | 17. ledna 2015     | Auckland, Nový Zéland        | tvrdý     | Jiří Veselý         | 3–6, 2–6           |
| Finalista | 2.  | 26. července 2015  | Bogotá, Kolumbie             | tvrdý     | Bernard Tomic       | 1–6, 6–3, 2–6      |
| Finalista | 3.  | 1. července 2017   | Antalya, Turecko             | tráva     | Júiči Sugita        | 1–6, 6–7(4–7)      |
| Finalista | 4.  | 8. října 2017      | Tokio, Japonsko              | tvrdý     | David Goffin        | 3–6, 5–7           |
| Finalista | 5.  | 30. června 2018    | Antalya, Turecko             | tráva     | Damir Džumhur       | 6–1, 1–6, 6–1      |
| Finalista | 6.  | 21. října 2018     | Moskva, Rusko                | tvrdý (h) | Karen Chačanov      | 2–6, 2–6           |
| Vítěz     | 1.  | 16. června 2019    | 's-Hertogenbosch, Nizozemsko | tráva     | Jordan Thompson     | 7–6(9–7), 6–3      |
| Finalista | 7.  | 29. září 2019      | Ču-chaj, Čína                | tvrdý     | Alex de Minaur      | 6–7(4–7), 4–6      |
| Finalista | 8.  | 20. října 2019     | Moskva, Rusko                | tvrdý (h) | Andrej Rubljov      | 4–6, 0–6           |
| Finalista | 9.  | 1. listopadu 2020  | Nur-Sultan, Kazachstán       | tvrdý (h) | John Millman        | 5–7, 1–6           |
| Vítěz     | 2.  | 27. srpna 2022     | Winston-Salem, Spojené státy | tvrdý     | Laslo Djere         | 7–6(7–1), 6–4      |
| Finalista | 10. | 1. července 2023   | Mallorca, Španělsko          | tráva     | Christopher Eubanks | 1–6, 4–6           |
| Vítěz     | 3.  | 23. července 2023  | Newport, Spojené státy       | tráva     | Alex Michelsen      | 6–2, 6–4           |
| Vítěz     | 4.  | 3. října 2023      | Astana, Kazachstán           | tvrdý (h) | Sebastian Korda     | 4–6, 6–3, 6–2      |
| Vítěz     | 5.  | 11. listopadu 2023 | Sofie, Bulharsko             | tvrdý (h) | Jack Draper         | 7–6(8–6), 2–6, 6–3 |

### Čtyřhra: 1 (0–1)
| Stav      | č. | datum      | turnaj             | povrch    | spoluhráč      | soupeři ve finále        | výsledek |
| --------- | -- | ---------- | ------------------ | --------- | -------------- | ------------------------ | -------- |
| Finalista | 1. | říjen 2022 | Astana, Kazachstán | tvrdý (h) | Fabrice Martin | Nikola Mektić Mate Pavić | 4–6, 2–6 |

## Tituly na challengerech ATP a okruhu ITF
| Legenda                 |
| ----------------------- |
| Challengery (14 D; 0 Č) |
| ITF (6 D; 4 Č)          |

### Dvouhra (20 titulů)
| Č.  | datum              | turnaj                            | povrch    | poražený finalista       | výsledek           |
| --- | ------------------ | --------------------------------- | --------- | ------------------------ | ------------------ |
| 1.  | 18. deubna 2006    | Melilla, Španělsko                | tvrdý     | Komlavi Loglo            | 6–2, 6–3           |
| 2.  | 19. června 2006    | Santa Cruz de Tenerife, Španělsko | tvrdý     | Albert Ramos-Viñolas     | 6–2, 6–0           |
| 3.  | 22. října 2007     | Rodez, Francie                    | tvrdý     | Baptiste Dupuy           | 6–1, 6–2           |
| 4.  | 12. listopadu 2007 | Sunderland, Spojené království    | tvrdý     | Ken Skupski              | 6–4, 6–3           |
| 5.  | 22. ledna 2008     | Sheffield, Spojené království     | tvrdý     | Timo Nieminen            | 3–6, 7–6(8–6), 6–2 |
| 6.  | 15. září 2008      | Plaisir, Francie                  | tvrdý     | Jean-Christophe Faurel   | 4–6, 6–4, 6–2      |
| 1.  | 10. listopadu 2008 | Jersey, Spojené království        | tvrdý     | Andreas Beck             | 7–6(7–4), 7–6(7–4) |
| 2.  | 15. srpna 2010     | Istanbul, Turecko                 | tvrdý     | Michail Kukuškin         | 6–4, 3–6, 6–3      |
| 3.  | říjen 2010         | Mons, Belgie                      | tvrdý (h) | Steve Darcis             | 7–5, 6–4           |
| 4.  | leden 2013         | Nouméa, Francie                   | tvrdý     | Andrej Martin            | 6–4, 6–3           |
| 5.  | březen 2013        | Sarajevo, Bosna a Hercegovina     | tvrdý (h) | Dustin Brown             | 7–6(7–3), 7–6(7–2) |
| 6.  | červenec 2014      | Manta, Ekvádor                    | tvrdý     | Guido Andreozzi          | 4–6, 6–3, 6–2      |
| 7.  | červenec 2014      | Segovia, Španělsko                | tvrdý     | Adrián Menéndez-Maceiras | 6–3, 6–0           |
| 8.  | září 2014          | Istanbul, Turecko                 | tvrdý     | Tacuma Itó               | 6–0, 2–0skreč      |
| 9.  | listopad 2014      | Knoxville, Spojené státy          | tvrdý (h) | Samuel Groth             | 3–6, 7–6(8–6), 6–4 |
| 10. | listopad 2014      | Champaign, Spojené státy          | tvrdý (h) | Frederik Nielsen         | 6–2, 6–2           |
| 11. | leden 2016         | Nouméa, Francie                   | tvrdý     | Alejandro Falla          | 5–7, 6–2, 6–2      |
| 12. | leden 2017         | Nouméa, Francie                   | tvrdý     | Nikola Milojević         | 6–3, 7–5           |
| 13. | únor 2017          | Quimper, Francie                  | tvrdý (h) | Peter Gojowczyk          | 6–4, 6–4           |
| 14. | březen 2020        | Monterrey, Mexiko                 | tvrdý     | Aleksandar Vukic         | 6–1, 6–3           |

### Čtyřhra (4 tituly)
| Č. | datum             | turnaj                 | povrch | spoluhráč         | poražení finalisté                     | výsledek           |
| -- | ----------------- | ---------------------- | ------ | ----------------- | -------------------------------------- | ------------------ |
| 1. | 29. ledna 2007    | Feucherolles, Francie  | tvrdý  | Josselin Ouanna   | Ludwig Pellerin Édouard Roger-Vasselin | 6–4, 7–5           |
| 2. | 5. února 2003     | Bressuire, Francie     | tvrdý  | Josselin Ouanna   | Ajsám Kúreší Alexandre Renard          | 6–7(5–7), 6–3, 7–5 |
| 3. | 18. června 2007   | Blois, Francie         | antuka | Josselin Ouanna   | David Marrero Daniel Muñoz de la Nava  | 6–2, 6–1           |
| 4. | 16. července 2007 | Saint-Gervais, Francie | antuka | Jonathan Eysseric | Ivan Sergejev Leonardo Tavares         | 6–1, 6–4           |